# Appears

Appears (écrit en minuscules : appears) est le titre de trois singles de Ayumi Hamasaki, sortis sous divers formats, avec des contenus différents liés à une même chanson originale homonyme : le maxi-CD original japonais en 1999, un disque vinyle maxi 45 tours de remix en 2000 (ainsi qu'un deuxième titré Appears/Whatever), et une édition maxi-CD européenne attribuée à Ayu en 2005 (plus divers vinyles).

## Édition originale
Singles de Ayumi Hamasaki
A
(1999) Kanariya
(1999)
Appears (écrit en minuscules : appears) est le 11e single de Ayumi Hamasaki sorti sous le label Avex Trax, ou son 12e single au total en comptant Nothing from Nothing.
Le single sort le 10 novembre 1999 au Japon sous le label Avex Trax, produit par Max Matsuura, écrit par Hamasaki et composé par Kazuhito Kikuchi. Il ne sort que trois mois après le précédent single de la chanteuse : A. Il sort le même jour que l'album quasi-homonyme Loveppears ou figure sa chanson-titre, avec une pochette similaire, seule la teinte de peau et de cheveux de la chanteuse changeant (claire sur celle de l'album, mais sombre sur celle du single). Il n'est édité qu'à 300 000 exemplaires, alors que ses deux singles précédents avaient dépassé le million d'exemplaires vendus. Il atteint la 2e place du classement de l'Oricon. Il se vend à 273 760 exemplaires la première semaine, et reste classé pendant 3 semaines, pour un total de 290 550 exemplaires vendus durant cette période. 

Deux autres versions du single au format disque vinyle sortiront quelques mois plus tard en janvier et mars 2000, Appears/Whatever et Appears, contenant chacune uniquement certaines des versions remixées figurant en supplément sur le single CD.
C'est le premier single de Ayumi Hamasaki comportant le logo "A" stylisé symbolisant l'artiste, dans sa forme définitive ; un logo différent était déjà apparu sur le précédent single.
Bien que officiellement présenté comme un single, le disque contient en fait douze titres, pour un total de plus d'une heure d'écoute : la chanson-titre (Appears "'99 Greeting Mix") et cinq versions remixées en plus de sa version instrumentale, deux remixes de la chanson-titre du précédent single Whatever, et deux remixes de la chanson Immature tirée de l'album Loveppears plus l'instrumental de l'une d'elles.
La chanson-titre a été utilisée comme thème musical pour une campagne publicitaire pour la marque AUBE, et Immature pour une campagne pour la marque Momo no Tennensui.
La chanson-titre figure donc sur l'album Loveppears avec Immature, et figurera aussi sur trois compilations : A Best de 2001, A Ballads de 2003, et A Complete: All Singles de 2008. Elle sera aussi remixée sur neuf albums de remix de 2000 à 2002 : Super Eurobeat presents ayu-ro mix, Ayu-mi-x II version US+EU, Ayu-mi-x II version JPN, Ayu-mi-x II version Non-Stop Mega Mix, Ayu-mi-x II version Acoustic Orchestra, Super Eurobeat presents ayu-ro mix 2, Cyber Trance presents ayu trance, Ayu-mi-x 4 + selection Non-Stop Mega Mix Version, et Cyber Trance presents ayu trance 2.
Toutes les paroles sont écrites par Ayumi Hamasaki, toute la musique est composée par Kazuhito Kikuchi.
| 1.  | Appears "'99 Greeting Mix" (appears…)                             | Mix : Dave Way         | 5:38 |
| 2.  | Appears "Scud Filter Mix"                                         | Naoki Atsumi           | 6:03 |
| 3.  | Appears "Dub's Eurotech Remix"                                    | Izumi "D.M.X" Miyazaki | 8:03 |
| 4.  | Whatever "Ferry 'System F' Corsten dub mix" (WHATEVER…)           | Ferry Corsten          | 7:38 |
| 5.  | Appears "JP's SoundFactory Mix"                                   | Jonathan Peters        | 7:58 |
| 6.  | Appears "HAL's Mix"                                               | HΛL                    | 4:41 |
| 7.  | Immature "D-Z Dual Lucifer Mix" (immature "D-Z DUAL LUCIFER MIX") | D-Z                    | 4:35 |
| 8.  | Whatever "Ferry 'System F'Corsten vocal extended mix" (WHATEVER…) | Ferry Corsten          | 6:29 |
| 9.  | Appears "Keith Litman's Mix of Truth"                             | Keith Litman           | 8:25 |
| 10. | Immature "JT Original CM Version"                                 | Mix : Atsushi Hattori  | 4:45 |
| 11. | Appears "'99 Greeting Mix" (Instrumental)                         | Mix : Dave Way         | 5:39 |
| 12. | Immature "JT Original CM Version" (Instrumental)                  | Mix : Atsushi Hattori  | 4:45 |

## Éditions vinyles

### Appears/Whatever
Singles par Ayumi Hamasaki
Super Eurobeat J-Euro 1
(1999) Appears
(2000)
Appears / Whatever (écrit : appears / WHATEVER) est un maxi 45 tours au format disque vinyle de Ayumi Hamasaki. Il sort en édition limitée le 28 janvier 2000 au Japon sous le label indépendant Rhythm Republic affilié à Avex Trax. Il contient trois des titres remixés figurant sur le onzième single CD de la chanteuse, Appears, sorti trois mois auparavant le 10 novembre 1999, avec une pochette identique. Y figurent deux versions remixées de la chanson homonyme Appears, et la version remixée par Ferry Corsten de la chanson-titre du single Whatever.
| 1. | Appears "JP's Sound Factory Mix"      | Jonathan Peters | 7:58 |
| 2. | Appears "Keith Litman's Mix of Truth" | Keith Litman    | 8:25 |

| 1. | Whatever "Ferry 'System F' Corsten vocal extended mix" (WHATEVER) | 6:29 |

### Appears
Singles par Ayumi Hamasaki
Appears/Whatever
(2000) Ayu-mi-x II version JPN
(2000)
Appears (écrit en minuscules : appears) est un maxi 45 tours au format disque vinyle de Ayumi Hamasaki. Il sort en édition limitée le 22 mars 2000 au Japon sous le label indépendant Rhythm Republic affilié à Avex Trax. Il contient quatre des versions remixées de la chanson Appears qui figuraient sur le onzième single CD homonyme de la chanteuse sorti cinq mois auparavant, le 10 novembre 1999. Sa pochette est identique à celle de l'album Loveppears d'où provient la chanson originale.
| 1. | Appears "Scud Filter Mix" | Naoki Atsumi | 6:03 |
| 2. | Appears "HAL’s Mix"       | HΛL          | 4:41 |

| 1. | Appears "Dub’s Eurotech Remix" | Izumi "D.M.X" Miyazaki | 8:03 |
| 2. | Appears "99 Greeting Mix"      | Mix : Dave Way         | 5:38 |

## Édition européenne
Singles de Ayumi Hamasaki en Europe
Naturally
(2004) Unite!
(2005)
Appears, attribué à Ayu, est le 5e single européen de Ayumi Hamasaki.
La version remixée de la chanson Appears figurant sur l'album Cyber Trance presents ayu trance de 2001 sort en single en Europe le 18 avril 2005 sur le label allemand Drizzly Records, avec cinq autres remixes de la même chanson, remixés par les DJs Armin van Buuren, Kyau vs. Albert, et Vince the Saint vs. Villa. Diverses versions promotionnelles au format disque vinyle sortent également la même année.
| 1. | Appears "Armin van Buuren's Rising Star Radio Edit" | 4:00 |
| 2. | Appears "Kyau vs. Albert Radio Edit"                | 3:38 |
| 3. | Appears "Vince the Saint vs. Villa Radio Edit"      | 4:06 |
| 4. | Appears "Armin van Buuren's Rising Star 12" Mix"    | 9:11 |
| 5. | Appears "Kyau vs. Albert Dub Mix"                   | 7:58 |
| 6. | Appears "Vince the Saint vs. Villa Remix"           | 6:08 |

## Interprétations à la télévision
- Hey! Hey! Hey! Music Champ (8 novembre 1999)
- Big Wednesday (10 novembre 1999)
- Utaban (11 novembre 1999)
- Music Station (12 novembre 1999)
- CDTV (13 novembre 1999)
- FNS Kayousai (9 décembre 1999)
- Super Dream Live (12 décembre 1999)
- Hey! Hey! Hey! Xmas Special (20 décembre 1999)
- Fresh Live (22 décembre 1999)
- Music Station Christmas Special (24 décembre 1999)
- CDTV Special Live (31 décembre 1999)
- CDTV All Hits (3 janvier 2000)
- Music Station Special (31 mars 2000)
- Hey! Hey! Hey! Xmas Special (22 décembre 2003)